# Sand Point (przylądek w hrabstwie Colchester na wybrzeżu Tatamagouche Bay)
Sand Point – przylądek (point) w kanadyjskiej prowincji Nowa Szkocja, w hrabstwie Colchester (45°44′16″N, 63°17′31″W), wysunięty w zatokę Tatamagouche Bay, na jej południowym brzegu; nazwa urzędowo zatwierdzona 6 maja 1957.